# Квемо Кодісцкаро
Квемо Кодісцкаро (груз. ქვემო კოდისწყარო) — село в Грузії.
За даними перепису населення 2014 року в селі проживає 14 осіб.